# Reggie Evans
Reginald „Reggie“ Jamaal Evans (* 18. Mai 1980 in Pensacola, Florida) ist ein ehemaliger US-amerikanischer Basketballspieler, der von 2002 bis 2015 in der National Basketball Association (NBA) aktiv war. Der Power Forward war vor allem bekannt für seine starke Reboundarbeit.

## NBA-Karriere
Nachdem Evans im NBA-Draft 2002 von keinem Team ausgewählt worden war, wurde er kurz darauf von den Seattle SuperSonics unter Vertrag genommen. Aufgrund seiner physischen Spielweise erkämpfte er sich einen Platz bei den Sonics.
In seinem dritten Jahr startete er in allen 79 Spielen für die Sonic und holte in 23,4 Minuten 9,3 Rebounds im Schnitt. Unter dem neuen Coach Bob Hill verlor er jedoch wieder seinen Starterplatz.
2006 wechselte er zu den Denver Nuggets. Hier gelang ihm das „Kunststück“, 20 Rebounds bei 0 Punkten in einem Spiel zu erzielen, was zuletzt Dennis Rodman im Jahr 1997 gelang.
Nach zwei Jahren in Denver, wurde er zu den Philadelphia 76ers transferiert, wo er wieder vermehrt in der Startaufstellung stand.
Im Sommer 2009 wurde er für Jason Kapono zu den Toronto Raptors transferiert. Aufgrund einer Fußverletzung kam er jedoch erst im Februar 2010 zu seinem ersten Einsatz und holte in den verbleibenden 30 Spielen, 11,5 Rebounds im Schnitt.
Danach unterschrieb er einen neuen Vertrag bei den Los Angeles Clippers, die er wiederum nach einem Jahr verließ, um bei den Brooklyn Nets anzuheuern. Für die Nets startete er in 56 von 82 Spielen und holte 11,1 Rebounds im Schnitt. Gegen die Portland Trail Blazers, gelangen ihm am 27. März 2013 mit 22 Punkten und 26 Rebounds seine bisher besten Karrierewerte.
Im Februar 2014 wurde er gemeinsam mit Jason Terry, für Marcus Thornton zu den Sacramento Kings transferiert. In seiner letzten Saison in der NBA (2014/15) kam er auf 47 Spiele für die Kings und erzielte dabei 3,7 Punkte und 6,4 Rebounds in 16,3 Minuten pro Partie.